# Zniekształcenia nieliniowe

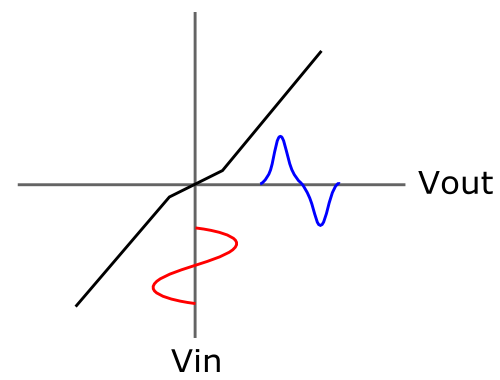
Charakterystyka przejściowa układu nieliniowego, sygnał wejściowy Vin (czerwony) i zniekształcony sygnał wyjściowy Vout (niebieski)

Zniekształcenia nieliniowe (ang. Nonlinear distortion) – efekt przetwarzania sygnału przez układ lub system o nieliniowej charakterystyce przejściowej. Typowo objawiają się one obecnością dodatkowych składowych harmonicznych w widmie sygnału. Te dodatkowe składowe są zazwyczaj klasyfikowane jako zniekształcenia harmoniczne lub zniekształcenia intermodulacyjne.

## Miara zniekształcenia
Współczynnik zawartości harmonicznych (h albo THD od ang. Total Harmonic Distortion) oraz intermodulacyjnych (IMD od ang. InterModulation Distortion) podaje się w procentach wyrażających udział mocy produktów zniekształceń w mocy całego sygnału. Oba parametry wykorzystuje się głównie w elektroakustyce.

## Dokuczliwość
Zniekształcenia nieliniowe są dokuczliwe, jeśli ich procentowa zawartość w sygnale jest znacząca. Na przykład norma Hi-Fi określa dopuszczalny udział zniekształceń dźwięku jako 1%. Współczesne urządzenia elektroakustyczne (z wyjątkiem zestawów głośnikowych) oferują zazwyczaj znacznie niższe poziomy zniekształceń pod warunkiem eksploatacji w dopuszczalnych warunkach wysterowania, obciążenia i zasilania.
Dokuczliwość zniekształceń zależy od ich częstotliwości. Zniekształcenia harmoniczne niższych rzędów (niskie indeksy harmonicznych) są zazwyczaj łatwiej tolerowane niż zniekształcenia wysokich rzędów. Zniekształcenia harmoniczne rzędów parzystych (pojawiające się głównie przy nieliniowościach o asymetrycznej względem zera charakterystyce) są również bardziej przyjemne dla słuchacza od nieparzystych harmonicznych (charakterystyki symetryczne). Z tego powodu zniekształcenia generowane np. przez lampowe wzmacniacze elektroakustyczne (produkujące zazwyczaj parzyste harmoniczne niskich rzędów) są łatwiej tolerowane i przyjemniejsze dla słuchacza niż zniekształcenia klasycznych wzmacniaczy tranzystorowych (produkujących przy niekorzystnych warunkach pracy szerokie spektrum harmonicznych o nieparzystych indeksach).
Tranzystorowe wzmacniacze elektroakustyczne, zbudowane zazwyczaj w oparciu o obwody elektroniczne z silnym sprzężeniem zwrotnym. przyczyniły się do zwrócenia uwagi na powstawanie nowego rodzaju zniekształceń sygnału zwanych zniekształceniami dynamicznymi, zniekształceniami przejściowymi lub przejściowymi zniekształceniami intermodulacyjnymi (ang. transient intermodulation distortion, TIM). Ten rodzaj zniekształceń może występować we wzmacniaczu o bardzo małych zniekształceniach nieliniowych i intermodulacyjnych – jest niewykrywalny przy teście sygnałem harmonicznym (sinusoidalnym). Tymczasem słuch ludzki jest bardzo wrażliwy na zniekształcenia o charakterze dynamicznym, wywołujące wrażenie dźwięku metalicznego i niepokojącego, aż do odczucia jego „szorstkości” i „nieczystości”.